# Onzain
Onzain foi uma comuna francesa na região administrativa do Centro, no departamento Loir-et-Cher. Estendia-se por uma área de 29,9 km². Em 2010 a comuna tinha 3 584 habitantes (densidade: 119,9 hab./km²).
Em 1 de janeiro de 2017, passou a formar parte da comuna de Veuzain-sur-Loire.